# Мандри вбивці
"Мандри вбивці" (англ. Assassin's Quest) —— роман американської письменниці Маргарет Ліндгольм, написаний під псевдонімом Робін Гобб, третій у її серії «Трилогія про Провісників» (англ. The Farseer Trilogy) . Написаний у формі розповіді від третьої особи. Роман був опублікований 1997 року у видавництві HarperVoyager. Дія відбувається у всесвіті Елдерлінгів і є прямим продовженням романів "Учень убивці" (англ. Assassin's Apprentice)  та "Королівський убивця" (англ. Royal Assassin) . Історії персонажів продовжуються у серіях "Трилогія про Світлу людину" (англ. The Tawny Man Trilogy) та "Трилогія про Фітца і Блазня" (англ. The Fitz and the Fool Trilogy).  Події серій "Торговці живих кораблів" (англ. The Liveship Traders) та «Хроніки дощових нетрів» (англ. The Rain Wilds Chronicles) відбуваються в тому самому світі.
Фітц Чіверлі повертається до життя. Тепер перед ним стоїть два завдання: помститися Регалу, який ціною зради захопив трон Шести Герцогств та відшукати істинного короля Веріті. Фітц вирушає в далеку подорож за Гірське Королівство, щоб допомогти своєму королю повернутися на трон.

## Сюжет
Фітц Чіверлі воскресає з мертвих завдяки магії Вїту. Тільки Барріч і Чейд знають, що він пережив у підземеллях Регала. Вони допомагають Фітцу повернути свою людяність і вилікувати тіло, але в нього лишається глибока душевна травма, завдана Регалом та Віллом. Фіц вирішує, що лише особиста помста Регалу принесе йому спокій. Перед тим, як піти на пошуки, його будинок грабують перековані, Фітц вбиває їх. Пізніше Барріч знаходить тіло перекованого, і приймає його за Фітца, оскільки той мав вкрадений одяг та булавку хлопця. Барріч забирає до себе вагітну коханку Фітца - Моллі. В той час Чейд і леді Пейшенс продовжують опір Піратам Червоних кораблів, оскільки Регал покинув Баккіп і виїхав до Внутрішніх Герцогств. 
Фітц їде Трейдфорду, де зараз живе Регал, але йому не вдається вчинити вбивство завдяки силі Скіллу решти учнів Галена: Вілла, Керрода та Берла. Веріті допомагає йому втекти і, в процесі цього, запечатує в його свідомості команду "Прийди до мене". Не в змозі протистояти наказу, Фітц вирушає до Гірського Царства, йдучи шляхом Веріті, щоб знайти Старших, міфічних союзників Шість герцогств. Під час цієї подорожі його зв'язок із Нічнооким поглиблюється та змінюється, вони стають більш схожими. Вовк починає мислити абстрактно і планувати події, тоді як Фітц починає набувати благородних вовчих якостей, таких як життя сьогоднішнім днем та жорстока вірність "своїй зграї". 
Фітц і Нічноокий зустрічають менестреля на ім’я Старлінг, яка впізнає Фітца і наполягає на подорожі з ним. Пізніше до них приєднується стара жінка на ім'я Кетл, яка подорожує до Гірського Королівства, в пошуках Білого пророка. В дорозі на них нападає загін Регала. Фітц досягає Гірського Королівства ледь живим. Опритомнівши, він розуміє, що його вилікував Блазень, якого Кетл вважає істинним Білим Пророком. Кеттрікен дізнається, що Фітц, якого вважають мертвими у Шести Герцогствах живий. Вона має твердий намір піти разом з ним на пошуки Веріті. Фітц дізнається, що дитина Кеттрікен та Веріті народилася мертвою, і тому його власна дочка - єдиний спадкоємець роду Провісників. 
Фітц, Кеттрікен, Блазень і Старлінг вирушають на пошуки Веріті. З ними іде Кеттл, яка виявляється не такий вже й слабкою, як передбачає її вік. Використовуючи копію карти Веріті, за якою він слідував, група знаходить дорогу, що веде до зруйнованого міста, побудовану з чорного каменю іпронизану Скіллом. Дорога небезпечна для тих, хто чутливий до Скіллу, але не має достатньої підготовки, але Фітц справляється завдяки допомозі Кетл та його зв’язкові з Нічним Вовком.. 
Зрештою, вони приїжджають до саду, заповненого хитромудрими кам'яними драконами, Фітц відчуває життя в них через свій Уїт. Позаду саду - кар’єр каменів Скіллу, де вони знаходять Веріті, одержимого різьбленням власного дракона. Кетл зізнається, що вона є останнім членом колишнього королівського Кола Сили. Вона володіє великими знаннями, хоча її власна сила була віднята. Вона вказує, що кам'яні дракони були вирізані умілими королями, шляхом вливання в камінь власних спогадів та емоцій. Той, хто робить дракона розчиняється в ньому повністю. Всі розуміють, що Веріті сам стане драконом. Фітц виступає в ролі каталізатора, використовуючи свій Скілл, щоб допомогти Верті і Кетл відновити сили один одного уміння і доробити дракона. Однак у Веріті не вистачає сил, щоб оживити дракона, і він не дозволяє Фітцу принести в жертву себе. Натомість він переміщає свою свідомість у Фітца щоб провести останню ніч з Кеттрікен, використавши тіло Фітца. Веріті не може скористатись своїм тілом, оскільки опустив свої руки в річку Скіллу, доторк до дружини може її вбити. Ніч з дружиною забезпечує остаточний прилив емоцій та пам'яті, необхідних для того, щоб розбудити дракона. Кетл і Веріті розчиняються в драконі і він оживає. Блазень ненавмисно будить ще одного неповного дракона, а Фітц будить інших драконів, що сплять у саду, звернувшись до них через Уїт та окропивши кров'ю солдат, яких послав Регал. Підняті дракони пожирають решту солдат і смертельно поранені Вілла, а потім слідують за драконом Веріті, щоб прогнати Піратів Червоних кораблів від прибережних герцогств. Регал не має захисту від Скіллу Фітца після вбивства членів Кола Сили. Замість того, щоб вбити Регала, Фітц натомість прищеплює йому фанатичну відданість Кетрікен та людям Шести герцогств. Регал відновлює Баккіп і забезпечує легітимність Кеттрікен, а в майбутньому її сина, яким вона завагітніла після останньої ночі з Веріті. Щоб захистити свою дочку, Фітц не повертається до Моллі та Барріча і лишається жити на самоті під іншим ім'ям. Тільки Чейд, Кетрікен, Старлінг та Блазень знають, що він досі живий.   

## Прийом
Роман "Мандри вбивці"" отримав позитивні відгуки критиків. Рецензенти назвали роман веселим і приємним чтивом.   Видавці Weekly дали роману зірковий огляд та прокоментували "мерехтливу мову".  Кіркус Огляд назвав роман "захоплюючим фіналом цієї чудової трилогії, що показує виняткове поєднання оригінальності, магії, пригод, та драми".  Один рецензент заявив, що історія проводить урок, "що прагнення до істини вимагає ціни - самотності, лише одиниці зможуть її заплатити".  Інші рецензенти вказали на відчуття безнадії у розповіді та на те, як часто Гобб використовує невдачі.  

## Видання
- У 1997 році в Нью-Йорку випустила американська англійська книжка в м'якій обкладинці ISBN 0-553-10640-6    .
- Британське англійське тверда обкладинка було видано в Лондоні Voyager / HarperCollins у 1997 р. С ISBN 0-00-224608-2    . Обкладинку цього видання ілюструє Джон Хоу .